# Christopher Jackson
Christopher Jackson (n. 24 mai 1935, Norwich, Anglia, Regatul Unit – d. 13 decembrie 2019) a fost un om politic britanic, membru al Parlamentului European în perioadele 1979-1984, 1984-1989 și 1989-1994  din partea Regatului Unit.